# Laimosemion
Laimosemion är ett släkte sötvattenlevande växtlekande fiskar i familjen Rivulidae beskrivet 1999 av den franska iktyologen Huber. De förekommer i Sydamerika, främst i Venezuela, Guyana och Brasilien. De hör till de så kallade äggläggande tandkarparna som utgör en del av ordningen tandkarpar (Cyprinodontiformes). Många av arterna har relativt små utbredningsområden. Flera av arterna odlas som akvariefiskar av akvarister.

## Arter
Undantaget Laimosemion paryagi inräknades samtliga av släktets 24 arter tidigare in i släktet Rivulus. Emellertid var släktet Rivulus inte särskilt homogent, och efter en genomgripande revidering 2011 av taxonomin av framför allt den brasilianske iktyologen Wilson José Eduardo Moreira da Costa fördes en del av arterna – utom L. paryagi som då ännu inte var beskriven – upp i det egna släktet Laimosemion.
Följande 24 nominella arter är klassade som Laimosemion:
- Laimosemion agilae (Hoedeman, 1954)
- Laimosemion altivelis (Huber, 1992)
- Laimosemion amanapira (Costa, 2004)
- Laimosemion breviceps (Eigenmann, 1909)
- Laimosemion cladophorus (Huber, 1991)
- Laimosemion corpulentus (Thomerson & Taphorn, 1993)
- Laimosemion dibaphus (Myers, 1927)
- Laimosemion frenatus (Eigenmann, 1912)
- Laimosemion geayi (Vaillant, 1899)
- Laimosemion gransabanae (Lasso, Taphorn & Thomerson, 1992)
- Laimosemion kirovskyi (Costa, 2004)
- Laimosemion lyricauda (Thomerson, Berkenkamp & Taphorn, 1991)
- Laimosemion mahdiaensis (Suijker & Collier, 2006)
- Laimosemion nicoi (Thomerson & Taphorn, 1992)
- Laimosemion paryagi Vermeulen, Suijker & Collier, 2012
- Laimosemion rectocaudatus (Fels & de Rham, 1981)
- Laimosemion romeri (Costa, 2003)
- Laimosemion sape (Lasso-Alcalá, Taphorn, Lasso & León-Mata, 2006)
- Laimosemion strigatus (Regan, 1912)
- Laimosemion tecminae (Thomerson, Nico & Taphorn, 1992)
- Laimosemion torrenticola (Vermeulen & Isbrücker, 2000)
- Laimosemion uakti (Costa, 2004)
- Laimosemion uatuman (Costa, 2004)
- Laimosemion xiphidius (Huber, 1979)